# 将军岭

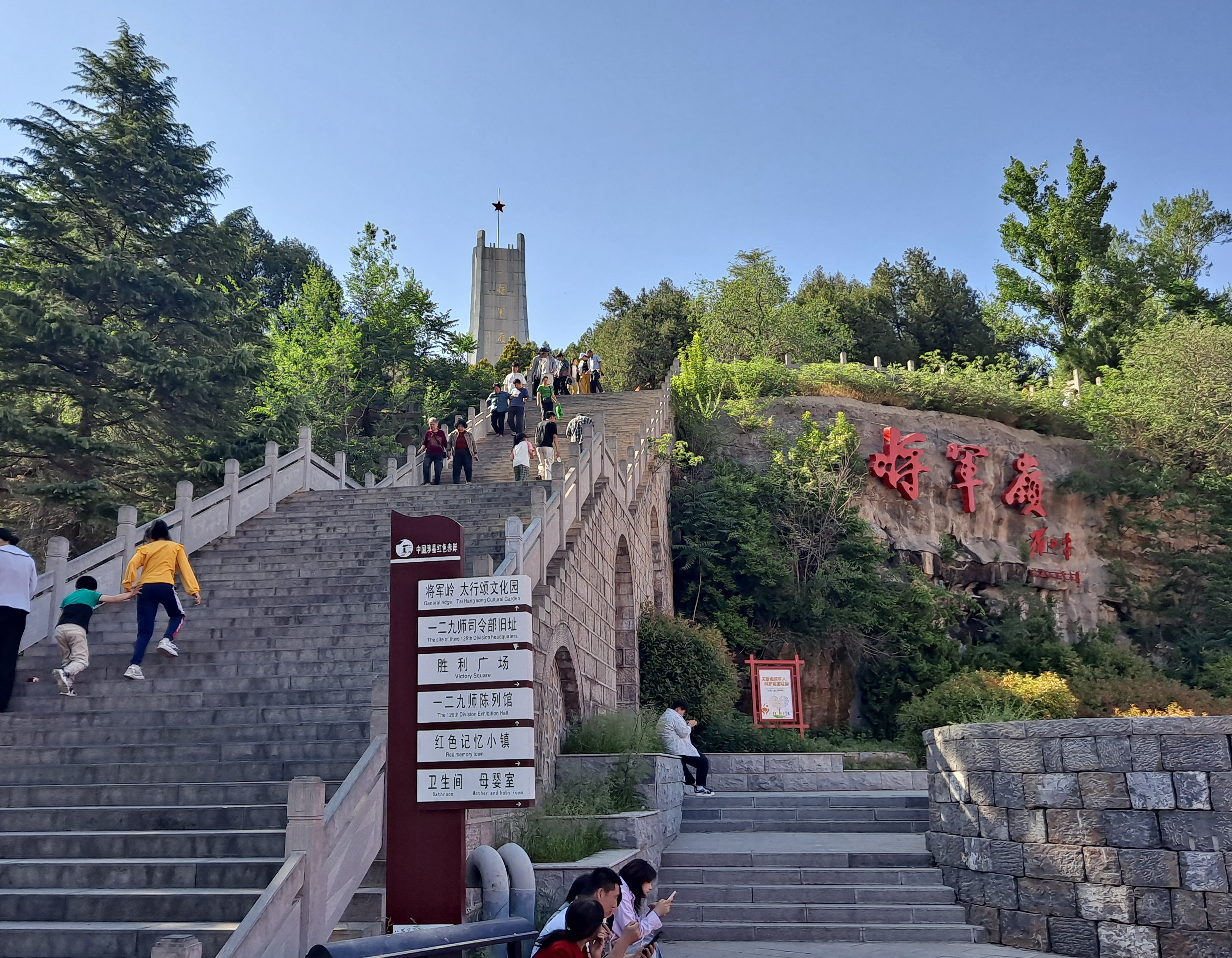
河北涉县将军岭

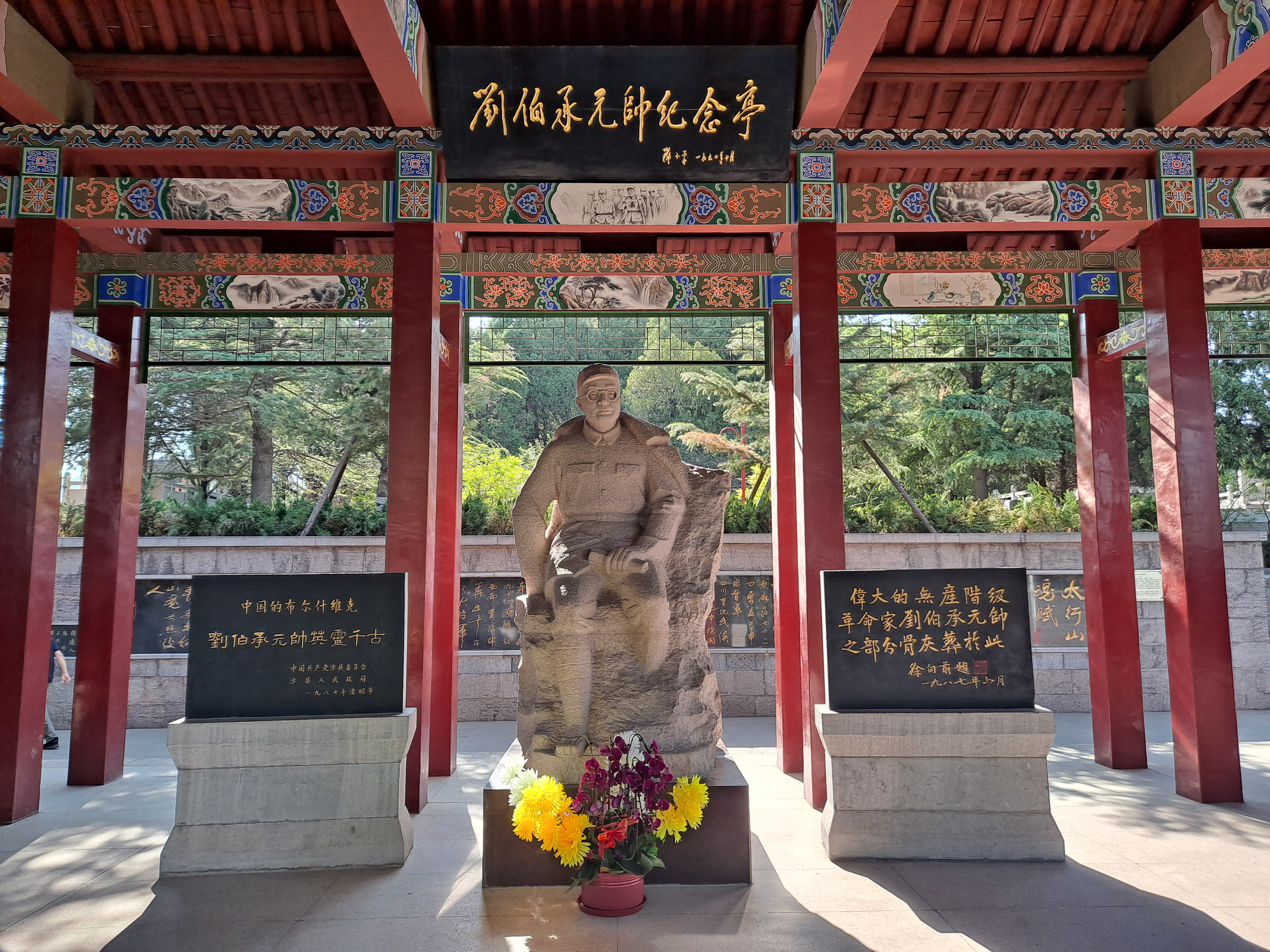
刘伯承元帅纪念亭

将军岭位于河北省邯郸市涉县赤岸村，因刘伯承、徐向前元帅，黄镇、李达、王新亭上将等原八路军一二九师领导人的骨灰相继撒在这座山冈上而得名，是除北京市八宝山革命公墓外，安葬共和国元帅、将军最多的地方。将军岭上建有刘伯承元帅纪念亭，以及邓小平和徐向前的石像。